# Caryn Paewai
Caryn Paewai (Dannevirke, 27 augustus 1975) is een hockeyspeler uit Nieuw-Zeeland.
Paewai speelde op de Olympische Zomerspelen in 2000 en op de Olympische Zomerspelen in 2008, beide malen voor Nieuw-Zeeland.
In 2002 nam Paewai deel aan de Gemenebestspelen.